# Ulf Eklund
Ulf Göran Eklund, född 23 april 1951 i Brännkyrka församling, Stockholm, är en svensk skådespelare.

## Biografi
Eklund växte upp i Bagarmossen och Näsbypark. Han började i skolåldern att göra revyer och teater men var då mer verksam utanför scenen som tekniker m.m. Han medverkade som skådespelare i Bengt Ahlfors' pjäs Kropp, med vilken han turnerade runt i skolorna. När de andra i gruppen sökte till Scenskolan gjorde han samma sak och kom in i Stockholm 1973 och utexaminerades 1976.
Efter examen arbetade han vid olika fria teatergrupper i Stockholm som Fria Teatern, Turteatern i Kärrtorp och Fria Proteatern från 1983 fram till dess nedläggning 1990, där han bland annat medverkade i revyerna och visprogrammen Med tvättad hals (1984, TV-version 1985) och Till salu (1990). Därefter har han varit anställd vid Stockholms stadsteater med gästspel vid andra scener som Turteatern, Teater Galeasen och Intiman.
På TV och film har han ofta gjort mindre biroller. Han TV-debuterade 1980 i TV-serien Lycka till och filmdebuterade 1984 i Christer Dahls Äntligen!. Lite större roller har han haft som teckningslärare i Goda grannar (1987) och som landstingsråd i sjukhusserien S:t Mikael (1998). Han är också känd som Tom i Lasse Åbergs Den ofrivillige golfaren (1991).
1995 erhöll han Stiftelsen Vilhelm Moberg-stipendium. Han är sambo med skådespelaren Victoria Kahn.

## Filmografi
- 1980 – Lycka till (TV-serie)
- 1983 – Öbergs på Lillöga (TV-serie)
- 1984 – Äntligen!
- 1985 – Uppdraget
- 1986 – Sammansvärjningen (TV-serie)
- 1987 – Goda grannar (TV-serie)
- 1988 – Stoft och skugga (TV-serie)
- 1989 – Änglahund (röst)
- 1991 – Rock*a*Doodle
- 1991 – Underjordens hemlighet
- 1991 – Den ofrivillige golfaren
- 1991 – T. Sventon och fallet Isabella
- 1991 – Portis klarar skivan (TV-serie)
- 1994 – Zorn
- 1995 – Indianen i skåpet (röst)
- 1995 – Du bestämmer (TV-serie)
- 1995 – Sjukan (TV-serie)
- 1997 – Beck – Spår i mörker
- 1998 – Pip-Larssons (TV-serie)
- 1998 – Ivar Kreuger (TV-serie)
- 1998 – S:t Mikael (TV-serie)
- 1998 – c/o Segemyhr (TV-serie)
- 1999 – Rederiet (TV-serie)
- 1999 – Reuter & Skoog (TV-serie)
- 2000 – Skilda världar (TV-serie)
- 2001 – Nödig
- 2005 – Kommissionen (TV-serie)
- 2005 – Lovisa och Carl Michael (TV-serie)
- 2006 – Inga tårar
- 2009 – Wallander – Skulden
- 2012 – Hypnotisören
- 2015 – Insidan ut (röst)
- 2016 – Maria Wern - De döda tiger

## Teater

### Roller (ej komplett)
| År   | Roll                         | Produktion                                                                            | Regi                                                                        | Teater                   |
| ---- | ---------------------------- | ------------------------------------------------------------------------------------- | --------------------------------------------------------------------------- | ------------------------ |
| 1987 | Värvaren Överste m. fl.      | Mor Courage och hennes barn (Mutter Courage und ihre Kinder) Bertolt Brecht           | Ragnar Lyth                                                                 | Stockholms stadsteater   |
| 1992 | Rosenstock, portier          | Landet utan gräns (Das weite Land) Arthur Schnitzler                                  | Jan Håkanson                                                                | Stockholms stadsteater   |
| 1995 | Gerald Croft                 | Det är från polisen (An Inspector Calls) John Boynton Priestley                       | Benny Fredriksson                                                           | Stockholms stadsteater   |
| 1996 | Woodrow Mason                | 900 Oneonta Street (900 Oneonta) David Beaird                                         | Gustaf Elander                                                              | Stockholms stadsteater   |
| 1998 | Lazar Wolf                   | Spelman på taket (Fiddler on the Roof) Jerry Bock, Sheldon Harnick och Joseph Stein   | Georg Malvius                                                               | Stockholms stadsteater   |
| 1999 | William Coles                | Andras pengar (Other People's Money) Jerry Sterner                                    | Lena Söderblom                                                              | Stockholms stadsteater   |
| 2000 |                              | Lorden från gränden (Me and My Girl) L. Arthur Rose och Noel Gay                      | Thomas Ryberger                                                             | Intiman                  |
| 2001 | Ivanov                       | Natt klockan tolv på dagen (Sonnenfinsternis) Arthur Koestler                         | Georg Malvius                                                               | Stockholms stadsteater   |
| 2002 | Radiorösten                  | Mio, min Mio Kristina Lugn efter Astrid Lindgrens roman                               | Stina Ancker                                                                | Stockholms stadsteater   |
| 2003 | Bill                         | Limbo Margareta Garpe                                                                 | Margareta Garpe                                                             | Stockholms stadsteater   |
| 2005 | Josef II                     | Amadeus Peter Shaffer                                                                 | Staffan Aspegren                                                            | Stockholms stadsteater   |
| 2005 | Harry Trevor/Baptista        | Kiss Me, Kate Cole Porter, Samuel Spewack och Bella Spewack                           | Staffan Aspegren                                                            | Göteborgsoperan          |
| 2006 | Skribentens första man Kurre | Jösses flickor – Återkomsten Margareta Garpe, Suzanne Osten och Malin Axelsson        | Maria Löfgren                                                               | Stockholms stadsteater   |
| 2006 | Skådespelartruppen, Ingmar   | En midsommarnattsdröm (A Midsummer Night's Dream) William Shakespeare                 | Alexander Mørk-Eidem                                                        | Stockholms stadsteater   |
| 2007 | Förhörsledaren Milan         | Rock'n'roll Tom Stoppard                                                              | Margareta Garpe                                                             | Stockholms stadsteater   |
| 2010 | Medverkande                  | 4 X Mark Ravenhill Mark Ravenhill                                                     | Hilde Brinchmann Børresen Tatu Hämäläinen Jens Karlsson Martin Rosengardten | Stockholms stadsteater   |
| 2011 | Aubin                        | Paraplyerna i Cherbourg (Les Parapluies de Cherbourg) Jacques Demy                    | Alexander Mørk-Eidem                                                        | Stockholms stadsteater   |
| 2012 | Edouard Dindon               | La Cage aux folles Jerry Herman och Harvey Fierstein                                  | Peter Dalle                                                                 | Oscarsteatern            |
| 2013 | Malte Boklund                | Gamle Adam (Der wahre Jacob) Franz Arnold och Ernst Bach                              | Anders Aldgård                                                              | Gunnebo slottsteater     |
| 2015 | Ken Gorman                   | Skvaller (Rumours) Neil Simon                                                         | Edward af Sillén                                                            | Uppsala Stadsteater      |
| 2015 | Aubin                        | Paraplyerna i Cherbourg (Les Parapluies de Cherbourg) Jacques Demy och Michel Legrand | Alexander Mørk-Eidem                                                        | Stockholms stadsteater   |
| 2016 | Medverkande                  | Maratondansen (They shoot horses, don't they?) Horace McCoy                           | Kenneth Kvarnström                                                          | Kulturhuset Stadsteatern |
| 2017 | Rundqvist                    | Hemsöborna August Strindberg                                                          | Stefan Metz                                                                 | Kulturhuset Stadsteatern |
| 2017 | Svärdsmidaren                | Mio, min Mio Astrid Lindgren                                                          | Sofia Jupither                                                              | Kulturhuset Stadsteatern |
| 2017 | Albert Vimlund, advokat      | Spanska flugan (Die spanische Fliege) Franz Arnold och Ernst Bach                     | Anders Aldgård                                                              | Gunnebo slottsteater     |
| 2017 | D                            | Vintermusik Lars Norén                                                                | Sofia Jupither                                                              | Kulturhuset Stadsteatern |
| 2018 | Polisen Domaren              | Besök av en gammal dam (Der Besuch der alten Dame) Friedrich Dürrenmatt               | Katrine Wiedemann                                                           | Kulturhuset Stadsteatern |
| 2021 | John Mooney Dr Marston       | Rain Man Dan Gordon                                                                   | Emma Bucht                                                                  | Oscarsteatern            |